# 王忍之
王忍之（1933年9月—2025年2月4日），男，江蘇無錫人，中华人民共和国政治人物，中共中央宣傳部原部長。

## 生平
1950年11月加入中國共產黨，1951年8月任無錫輔仁中學教師。1952年9月至1955年7月在中國人民大學研究生班學習。1955年7月至1964年8月在中共中央政治研究室工作。1964年8月在中共中央馬列主義研究院工作。1969年8月至1974年1月在首都鋼鐵公司（今首钢集团）、國務院大批判組、中共北京市委黨校工作。1974年1月在國家計劃委員會工作。1978年10月任國家計委政策研究室主任。1982年4月任《紅旗》雜誌社副總編輯。1987年1月至1992年11月任中共中央宣傳部部長。因和鄧力群一起引發“姓社姓资”爭議，在中共十四大后被调离中宣部部长职位。1992年11月至2000年6月任中國社會科學院副院長、黨委書記、黨組副書記（正部長級）。
中共第十二屆中央候補委員、委員（1985年9月中共全國代表會議增選），第十三屆中央委員。第九屆、十屆 全國政協常務委員。
2005年，他为《“朗旋风”实录——关于国有资产流失的大讨论》作序。他也曾参与“乌有之乡”组织的说话会。
2025年2月4日因病医治无效，在北京逝世。